# Marieke van Drogenbroek
Marieke van Drogenbroek, född den 16 december 1964 i Utrecht i Nederländerna, är en nederländsk roddare.
Hon tog OS-brons i åtta med styrman i samband med de olympiska roddtävlingarna 1984 i Los Angeles.